# Christophe Thivrier

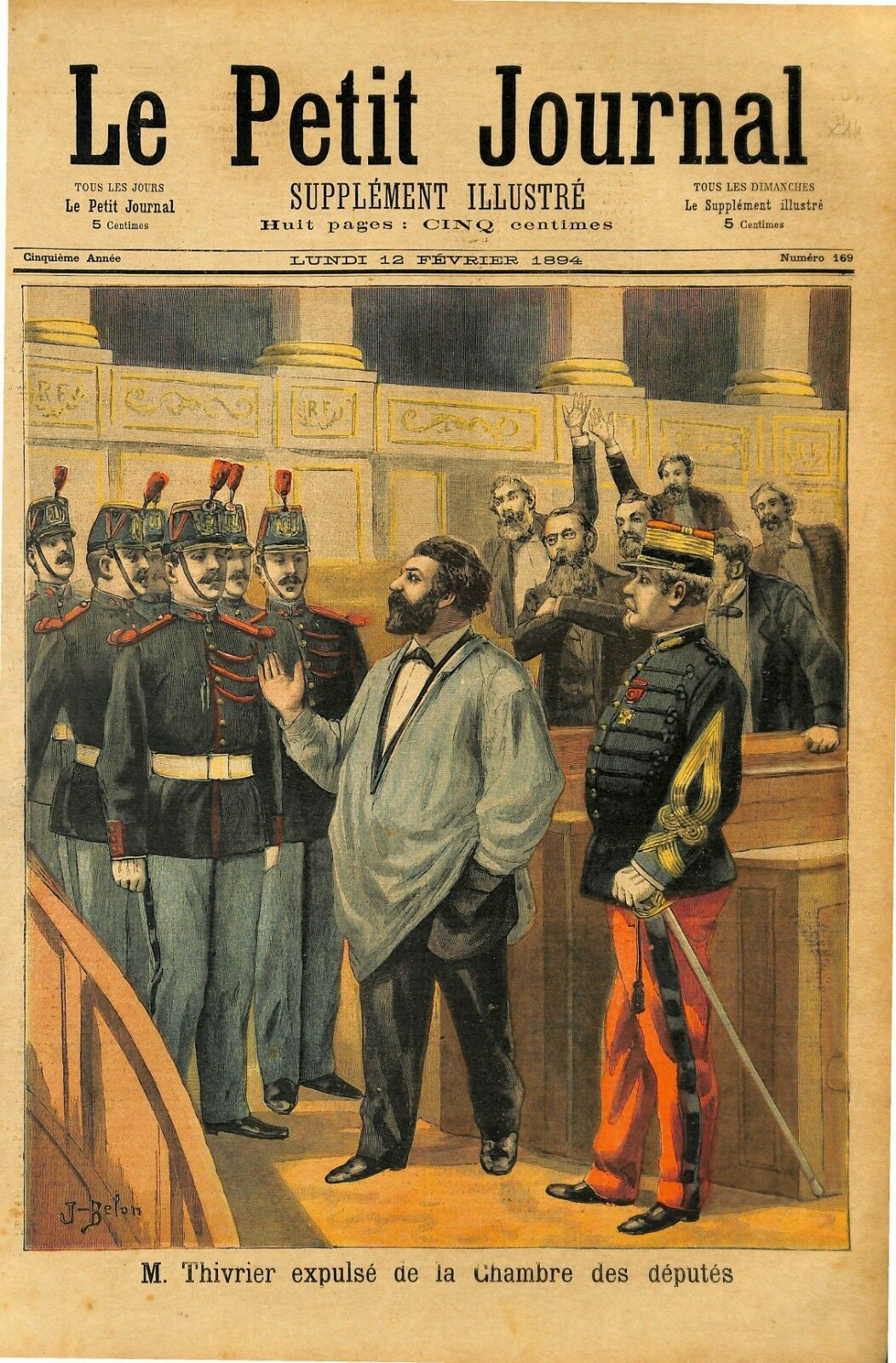
Christophe Thivrier wird aus der Abgeordnetenkammer geworfen – Le Petit Journal (12. Februar 1894)

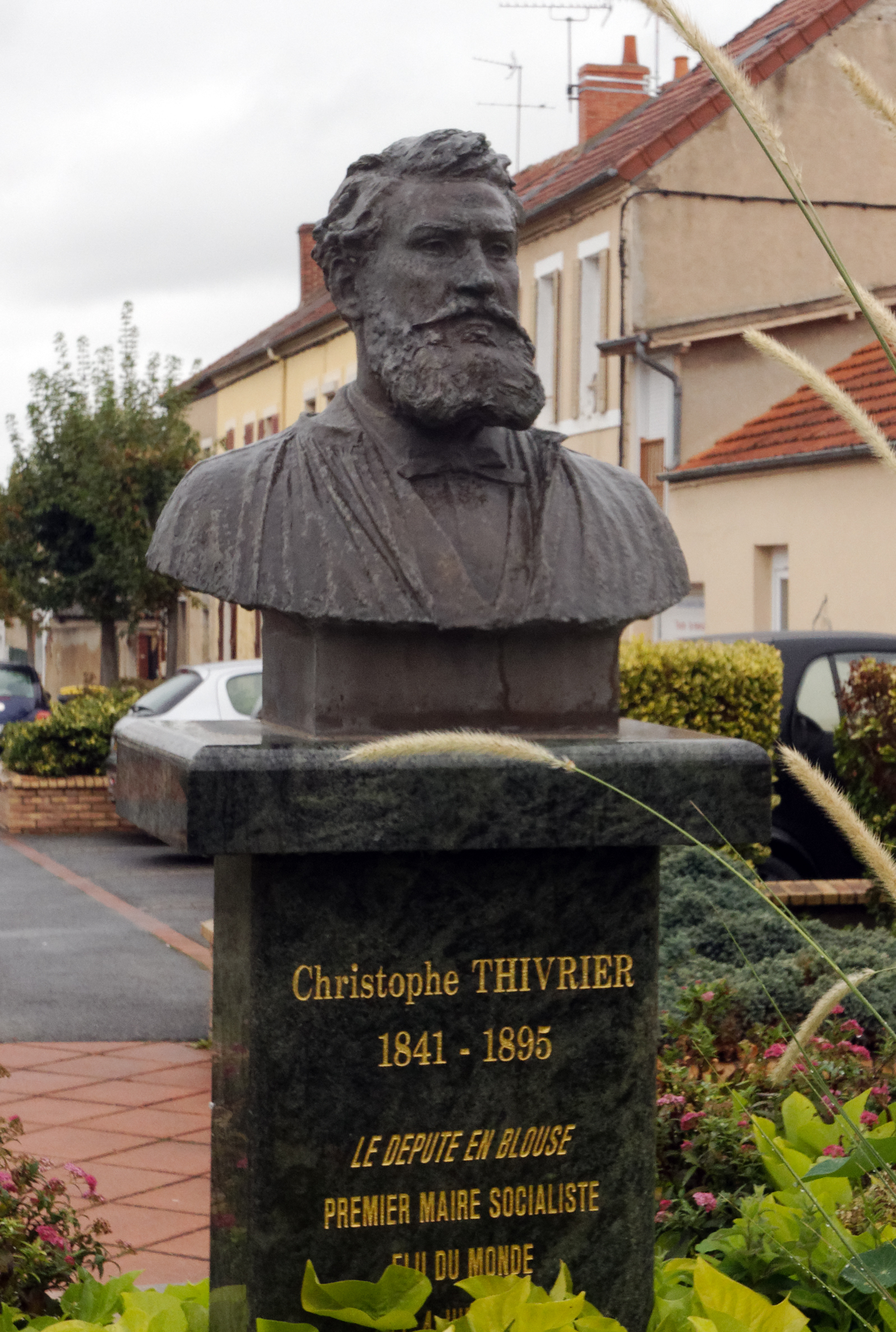
Büste Christophe Thivriers in Commentry

Christophe Thivrier, auch Tivrier, genannt Christou, (* 16. Mai 1841 in Durdat-Larequille; † 8. August 1895 in Commentry) war ein französischer Politiker während der Dritten Republik. Er gilt als der erste sozialistische Bürgermeister der Welt und war als „député en blouse“ (Abgeordneter im Kittel) bekannt.

## Leben
Christophe Thivrier war der Sohn von Gilbert Thivrier (1809–1904), einem Landwirt und späteren Bergarbeiter, und Marie Moncier (1799–1852). Im Alter von 10 Jahren arbeitet er als Bergarbeiter. Später arbeitete er als Bauunternehmer, Ölarbeiter, Bäcker und Weinhändler, wobei alle seine Berufe dazu dienten, sich aus dem Einflussbereich der Minengesellschaft zu befreien, die versuchte, die aufkommende Arbeiterbewegung zum Schweigen zu bringen. Er war Mitglied von La Marianne (einem Geheimbund, der versuchte, die Forderungen der Arbeiter in der Illegalität zu vereinen, da Gewerkschaften verboten waren).
Thivrier war bis zu seinem 28. Lebensjahr Bergmann und wurde später ein Kleinunternehmer im Baugewerbe. Er wurde 1874 auf einer republikanischen Liste in den Gemeinderat von Commentry gewählt. Am 6. Juni 1882 wurde er zum Bürgermeister von Commentry gewählt und war damit der erste sozialistische Bürgermeister der Welt. 1888 wurde er im Amt bestätigt. Am 14. Dezember 1888 wurde er seines Amtes enthoben, weil er eine mit seinem Titel als Bürgermeister unterzeichnete Sympathieadresse an den Gewerkschaftskongress in Bordeaux geschickt hatte.
Als er 1889 als Boulangist zum Abgeordneten gewählt wurde, trat er in der Abgeordnetenkammer im blauen Kittel der Arbeiter des Bourbonnais auf und erfüllte damit seine Verpflichtung gegenüber den Bergleuten von Bézenet. Er weigerte sich, den Kittel unter den Aufforderungen der Gerichtsdiener abzulegen, und entgegnete ihnen: „Wenn Abbé Lemire seine Soutane ablegt, wenn General de Gallifet seine Uniform ablegt, werde ich meinen Arbeiterkittel ablegen“. Er präzisierte: „Ich werde meine Bauernschuhe ablegen und versuchen, Stiefel zu ertragen, aber ein Kleidungsstück mit ‚Stockschwanz‘ zu tragen, daran ist nicht zu denken“. In der Kammer organisierte er sich bei der Parti ouvrier. Friedrich Engels betrachtete ihn neben Eugène Baudin und Félix Lachize als einen der Marxisten in der Kammer.
1890 brach in Commentry ein Streik aus, nachdem 300 Bergleute, die zu den aktivsten Sozialisten gehörten, entlassen worden waren. Thivrier sprach sich gegen die Interventionen und Provokationen der Armee und der Gendarmerie zur Unterstützung des Bergbauunternehmens aus. Thivrier war Delegierter der Parti ouvrier beim Kongress von Lille und Calais (1890) und beim Internationalen Kongress von Brüssel. Bald wurde er von seiner Partei wegen seiner Sympathie für das Comité révolutionnaire central (CRC) der Blanquisten kritisiert. Sein Verhältnis zu Jean Dormoy und den Sozialisten von Montluçon verschlechterte sich. Auf dem Nationalen Guesdistischen Kongress 1892 in Marseille löste Thivrier heftige Kontroversen aus, als er den Generalstreik verteidigte. Kurz darauf trat er aus der Partei aus und führte die meisten sozialistischen Organisationen von Commentry in die Mitgliedschaft im CRC.
Besonders bekannt wurde er durch eine Episode im Plenarsaal der Nationalversammlung am 27. Januar 1894. Als der Abgeordnete der Haute-Saône, Georges Chaudey, zu Jules Guesde sagte: „Wenn man die Commune hinter sich hat, hat man nicht das Recht, gegen die Verletzung der Freiheit zu protestieren“, rief Christophe Thivrier dreimal „Vive la Commune“ und wurde daraufhin vorübergehend aus dem Parlament ausgeschlossen. In Erinnerung an diesen Vorfall sind die Rathäuser von Montluçon und Commentry seither am 18. März, dem Jahrestag der Commune, geschlossen.

## Familie
Er war verheiratet mit Marie Martin (1842–1932). Das Paar hatte vier Kinder. Zwei waren Bürgermeistern von Commentry, Alphonse (1869–1936) und Isidore Thivrier, der auch Abgeordneter war. Léon Thivrier war ebenfalls Abgeordneter. Durch seine Tochter Louise Angéline (1879–1973) war er Schwiegervater des Journalisten, Schriftstellers und Politikers Ernest Montusès.